# Діярбакирська в'язниця
Діярбакирська в'язниця (тур. Diyarbakır Cezaevi; курд. Girtîgeha Amedê) — в'язниця в місті Діярбакир на південному сході Туреччини, побудована в 1980 році. З тих пір вона прийняла безліч самих жорстоких злочинців країни і саме тому може вважатися однією з найгірших в'язниць в світі. Діярбакирська в'язниця відома не тільки завдяки застосовуваним до ув'язнених фізичним тортурам — людей там катують також і психічно.
В'язниця розділена на дві секції: Е , де може міститися 744 ув'язнених, і D , де може перебувати до 688-ми людей, проте на даний момент обидві секції переповнені.